# Bel Ami - L'idolo delle donne
Bel Ami - L'idolo delle donne (Bel Ami) è un film tedesco del 1939: tratto dal romanzo di Guy de Maupassant, è diretto e interpretato da Willi Forst.

## Trama
A Parigi, George Duroy, appena ritornato dal Marocco, passa la notte con la cantante Rachel che sta provando la canzone Bel Ami. Più tardi, a una festa, Duroy racconta del Marocco a Forestier, un editore. Dietro pressione delle signore presenti, George viene assunto da Walter come giornalista.
Madeleine, la moglie di Forestier, è l'amante di Laroche, un deputato, aiuta Duroy a scrivere i suoi articoli. Forestier diventa geloso di Duroy e divorzia da Madeleine.
Il Ministro delle Colonie, sostenitore di una politica estera moderata, viene obbligato a dimettersi. Il suo successore, Laroche, che all'inizio appoggia una politica intervenzionista per via di alcune terre che possiede in Marocco, non inganna i nobili marocchini e viene ricattato. Per dare al suo cambio di posizione un'apparenza accettabile pubblicamente, chiede a Madeleine di sposare Duroy, che nel frattempo è stato promosso redattore capo. Madeleine lo sposa ma il matrimonio non dura a lungo.
Duroy salva Suzanne, la figlia di Laroche, quando il suo cavallo fugge via. Senza dirsi i propri nomi si danno appuntamento al ballo dell'opera quella sera stessa. Lì, grazie a Rachel, che per molto tempo si era esibita con la canzone Bel Ami in un sontuoso teatro di rivista, Duroy viene a conoscenza degli intrighi di Laroche e li pubblica nel suo giornale. Duroy è innamorato di Suzanne e divorzia da Madeline per poterla sposare. Laroche si dimette e Suzanne spinge Duroy ad entrare in politica. Come ministro, Duroy impedisce al suo vecchio capo Walter di continuare gli intrigui truffaldini di Laroche. Si congeda dalla sua precedente moglie Madeleine, da Rachel e Frau von Marelle, per dedicare tutto se stesso al matrimonio con Suzanne.

## Altri riferimenti cinematografici
Nel film Bei dir war es immer so schön (1954, diretto da Hans Wolff) Willi Forst interpreta un regista che insieme a due musicisti (interpretati da Georg Thomalla e Heinz Drache), compone il testo della canzone di successo Bel Ami, che canta sul finale.

## Pubblicazione in DVD
Il film è presente nella versione stampata del "Lexikon des internationalen Films", 1987, con un tempo di esecuzione di 100 minuti e una limitazione di età di 16 anni. Il DVD è stato pubblicato da Kinowelt nel 2007 e contiene una versione di circa 2 minuti più breve e libera per quelli da 12 anni in su.